# Einheitsprotzhaken

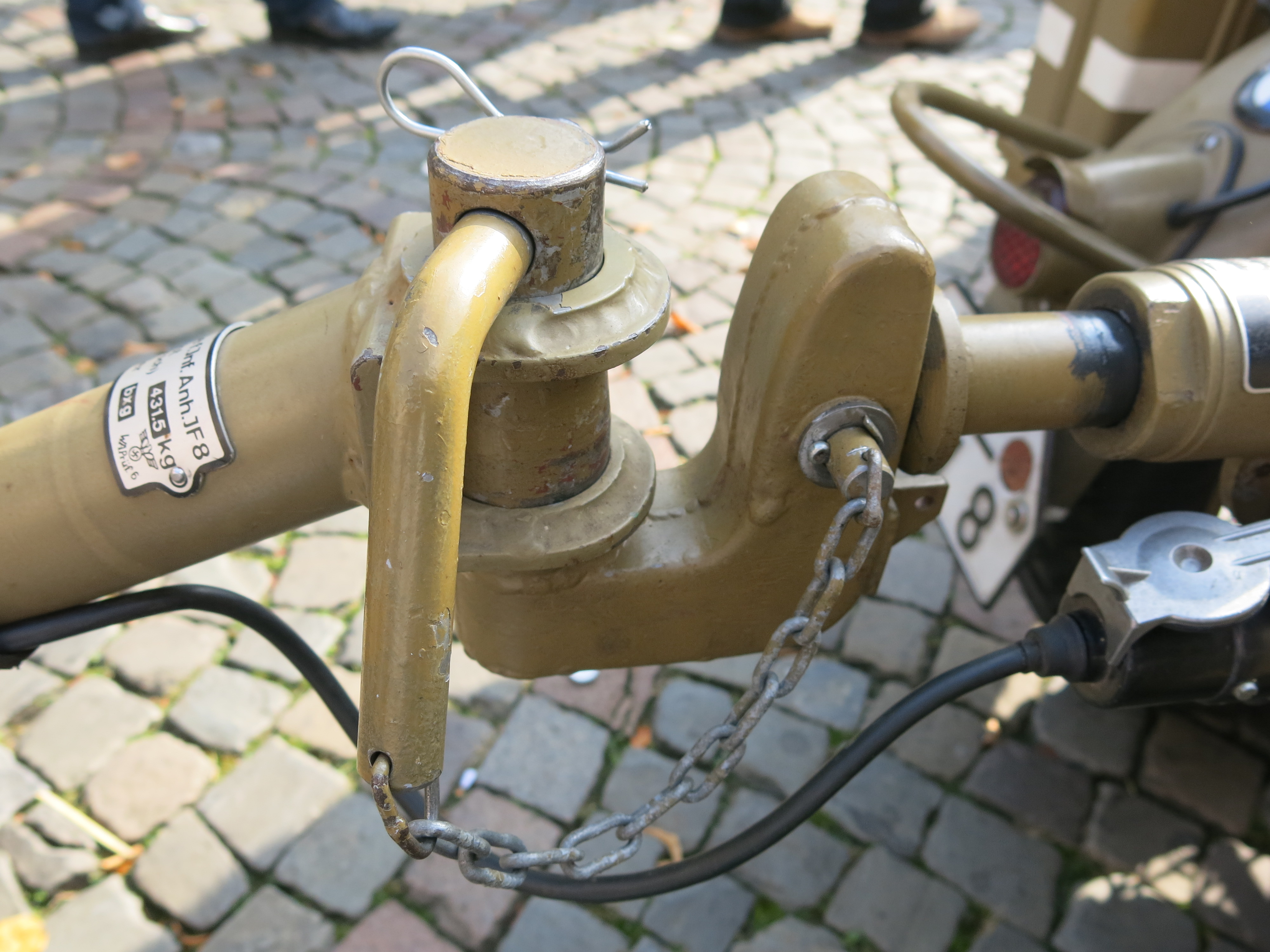
BMW R 75 Gespann mit Einheitsprotzhaken

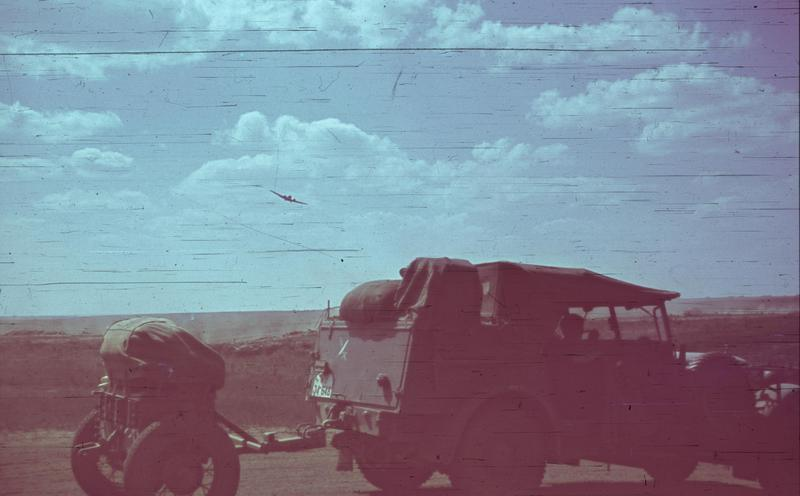
Einheitsprotzhaken mit Anhänger an Mittelschwerem geländegängigem PKW (Wehrmacht)

Der Einheitsprotzhaken ist eine frühe Form der Anhängerkupplung, die von der deutschen Wehrmacht zur Verbindung zwischen Anhängern und Zugfahrzeug benutzt wurde.

## Technik
Maße des Einheitsprotzhakens:
- Länge des Protznagels: 131 mm
- Durchmesser des Protznagels: 57 mm
- Länge des Protznagels bis Unterkante Riegel: 95 mm

## Verwendung
Der Einheitsprotzhaken ermöglichte das Ankoppeln von Motorradanhängern und verschiedenem Gerät an Fahrzeuge der Wehrmacht. Außerdem bestand die Möglichkeit, mehrere Anhänger hintereinander zu verbinden, was beim Ziehen von Protzen üblich ist. Hauptsächlich wurde der Einheitsprotzhaken zum Ziehen leichter Artillerie, wie der 2-cm-Flak 30 (bzw. 2-cm-Flak 38) oder 7,5-cm-leichtes Infanteriegeschütz 18 sowie die 3,7-cm-PaK 36 eingesetzt. Weitere Verwendung fand sich bei Fernmeldeeinheiten und mit dem leichten Sonderanhänger 1 (SdAnh 1). Die Verwendung des Einheitsprotzhaken ist bekannt für:
- Wehrmachtsgespanne
  - Beiwagenkrad BMW R 12
  - Beiwagenkrad BMW R 75[1]
  - Beiwagenkrad Zündapp KS 600[2]
  - Beiwagenkrad Zündapp KS 750

- PKW der Wehrmacht
  - Kfz. 12 Bezeichnung: Mittelschwerer geländegängiger PKW (mit Zughaken)
  - Kfz. 15 Bezeichnung: Mittelschwerer geländegängiger PKW (mit Zughaken)
  - Kfz. 21 Bezeichnung: Kommandeurswagen[3]
  - Kfz. 69 Bezeichnung: Schwerer geländegängiger PKW (mit Zughaken)

- Sonderkraftfahrzeuge:
  - Sd.Kfz. 2 Bezeichnung: Kettenkrad HK 101
  - Sd.Kfz. 10 Bezeichnung: Leichter Zugkraftwagen 1 Tonne
  - Sd. Kfz. 69 Bezeichnung: L 2 H 43/L 2 H 143 („Krupp-Protze“)
  - Sd. Kfz. 250 Bezeichnung: Schützenpanzerwagen

Nicht alle der vorgenannten Fahrzeuge wurden zwingend mit dem Einheitsprotzhaken ausgestattet. Bei den Wehrmachtsgespannen wurde nur ein Bruchteil der Fahrzeuge damit ausgerüstet. Es sind Bildnachweise zu vorgenannten Fahrzeugen bekannt, die mit Kupplungen für schwerere Lasten (wie dem beim Sd.Kfz. 11 genutzten Kupplungsmaul) versehen waren. Leichtere (und kleinere) Kupplungen finden sich hingegen bei Anhängern wie dem Infanteriekarren (If. 8), die nicht für den motorisierten Transport vorgesehen waren. Beutefahrzeuge wie das Halbkettenfahrzeug Unic P107 / Leichter Zugkraftwagen 305(f) wurden ebenfalls als Zugfahrzeug für leichte Lasten eingesetzt. Die Verwendung des Einheitprotzhakens bei solchen Fahrzeugen ist anzunehmen, allerdings sind hierzu keine Nachweise bekannt.

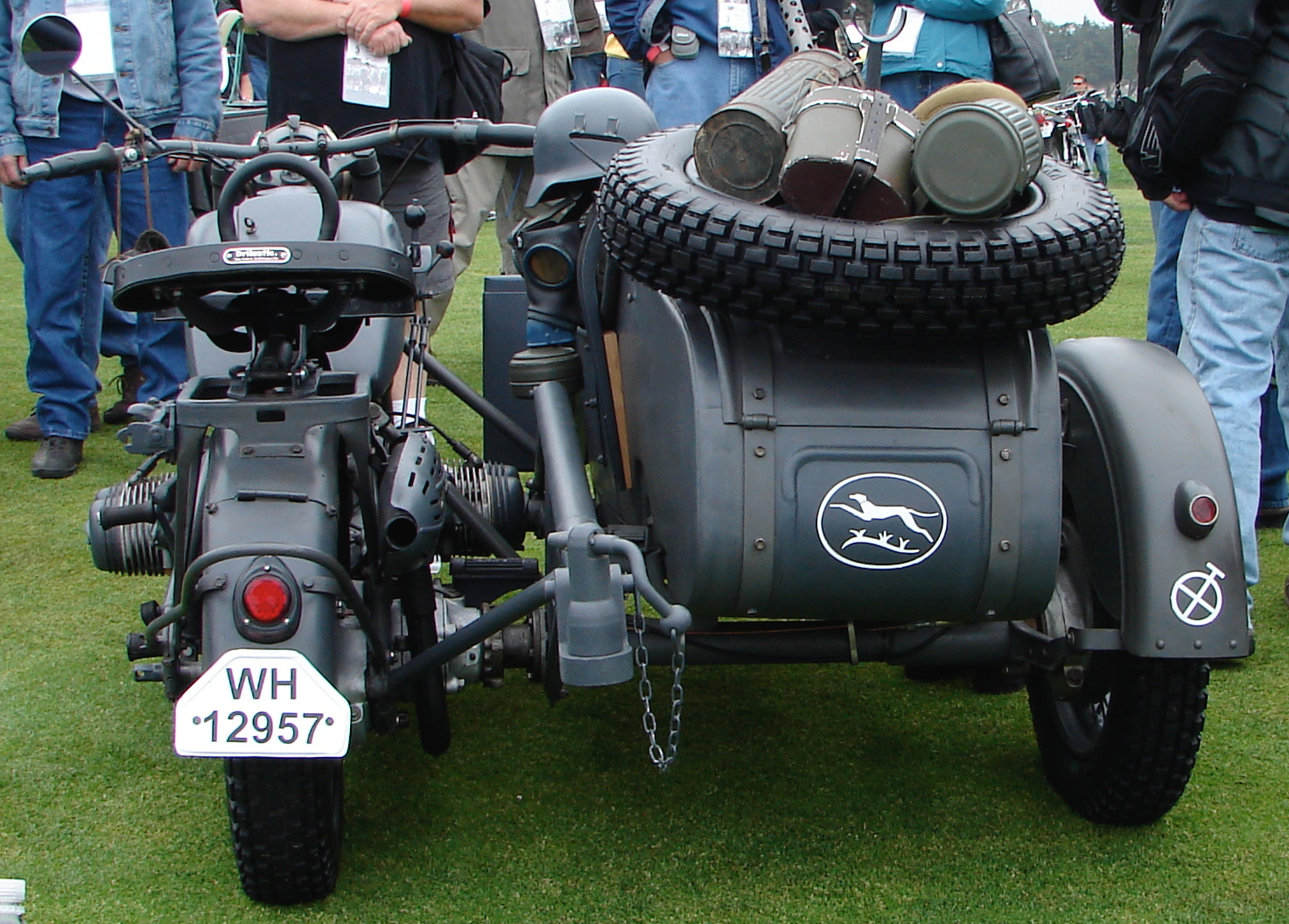
Gespann BMW R75 mit Einheitsprotzhaken
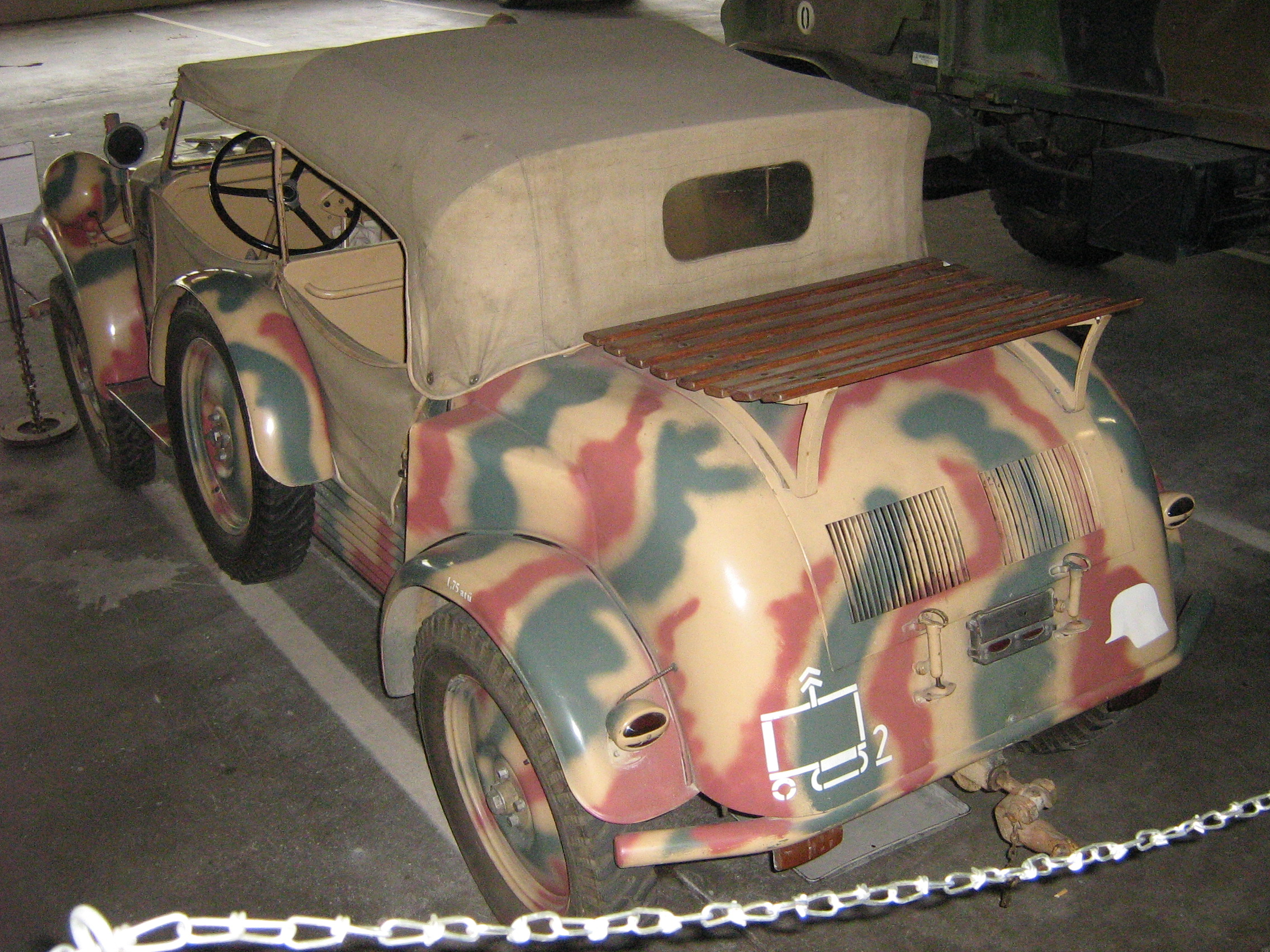
Leichter geländegängiger PKW, Tempo G1200 mit Einheitsprotzhaken
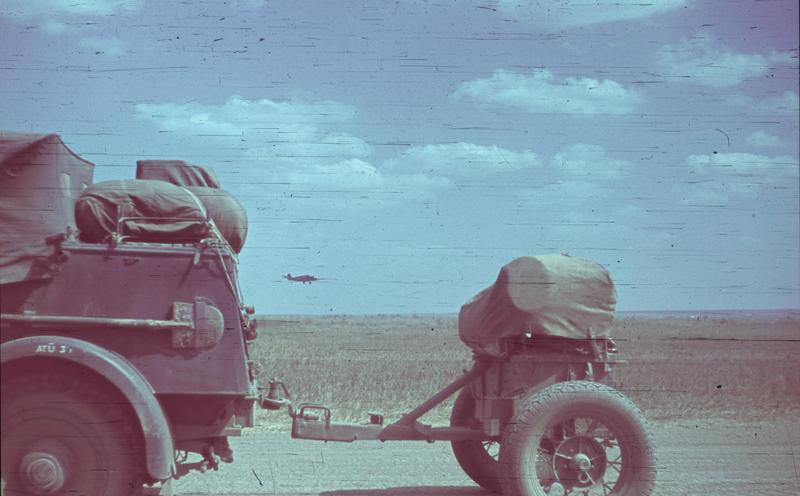
Anhänger an Mittelschwerem geländegängigem PKW (Wehrmacht)
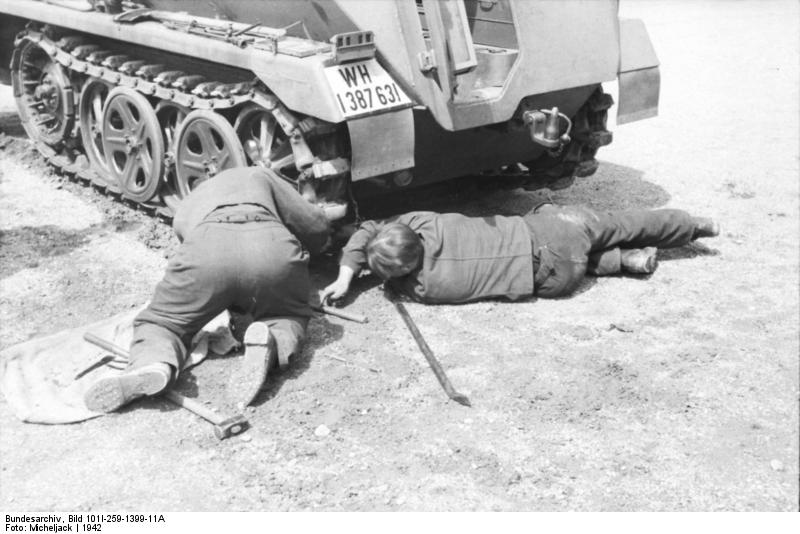
Sd.Kfz. 250, Schützenpanzerwagen mit Einheitsprotzhaken